# Roberto Guerzoni
Roberto Guerzoni (Modena, 9 maggio 1954) è un politico italiano.

## Biografia
Nato a Modena, dopo aver conseguito il diploma di maturità classica inizia la carriera politica nei primi anni settanta diventando segretario provinciale e componente della Segreteria Nazionale della FGCI.
È stato eletto due volte consigliere comunale a Modena (1975/1977 e 1990/1995) e una volta consigliere provinciale sempre a Modena (1985/1990) dove ha ricoperto l'incarico di capogruppo del gruppo consiliare del PCI.
È stato eletto due volte deputato (XIII e XIV legislatura), la prima con il PDS, la seconda con i DS, ricoprendo l'incarico dal 1996 al 2006.
Dal 2006 al 2009 è stato assessore comunale ai lavori pubblici a Modena. Dal 2007 aderisce al Partito Democratico, che abbandona nel 2017 per contribuire alla fondazione di Articolo Uno.